# StarChannel

StarChannels logotyp

StarChannel är en grekisk TV-kanal med främst underhållning. Kanalen sänder TV-serier som exempelvis Vänner Veronica Mars, Gilmore Girls och Desperate Housewives.